# Lennart Derwinger
Lennart Derwinger, född 1937 i Norrköping, död 2005 i Norrköping, var en svensk konstnär.
Derwinger studerade vid Hovedskous målarskola i Göteborg, Valands konsthögskola samt vid Acadèmie André Lhote i Paris. Han ställde ut på bland annat Liljevalchs konsthall, Galleri Doktor Glas i Stockholm, Östgöta vårsalonger och på Östergötlands museum.
Han tilldelades Östgöta konstförenings stipendium 1968.
Bland hans offentliga arbeten märks utsmyckning för Norrköpings lasarett, Folkborgen i Norrköping, Grebyskolans matsal i Kimstad, Kimstadskolans matsal, Lambohov i Linköping, Björkliden i Linköping och fastigheten Nygatan 44 i Linköping.
Hans konst består av motiv nära naturen i ett abstrakt bildspråk. Vid sidan av sitt eget skapande har han som konsult för Statens konstråd och Östergötlands läns landsting medverkat vid köp av offentlig konst till institutioner och statliga verk.
Derwinger är representerad vid Norrköpings konstmuseum, Helsingborgs museum, Statens Konstråd, Östergötlands läns landsting, Kristianstads läns landsting, Linköpings kommun, Eskilstuna kommun, Arboga kommun, Bodens kommun och Stockholms kommun. 